# 315 г. пр.н.е.
315 (триста и петнадесета) година преди новата ера (пр.н.е.) е година от доюлианския (Помпилийски) римски календар.

## Събития

### В Гърция и елинистичния Изток
- Антигон атакува изненадващо Вавилон и прогонва от него Селевк, който търси и намира убежище при Птолемей.[1]
- Лизимах, Касандър и Птолемей поставят ултиматум пред Антигон, след като той навлиза с войска в Сирия, с който те изискват от него да върне Вавилония на Селевк, да предаде цяла Сирия на Птолемей, да предаде частта от Фригия с излаз към Хелеспонта на Лизимах и да предаде Кападокия и Ликия на Касандър.[1]
- При град Тир Антигон прокламира, че събрание на неговите войници е осъдило Касандър за редица прегрешения като най-важното от което е убийството на Олимпия и задържането на Александър IV Македонски и майка му Роксана, след което го е обявило за регент на малолетния цар и че ако Касандър не се подчини ще бъде третиран като враг. В същата тази прокламация Антигон обявява бъдещето на гръцките градове като свободни, автономни и без гарнизони.[2]
- По примера на Антигон и Птолемей прави подобна прокламация към гръцките градове.[2]
- Антигон дава решителната си подкрепа за формирането на Несиотския съюз (кондеферация на Цикладските острови) и изпраща агенти, пари и войници в Гърция, за да вдигнат въстание срещу Касандър.[3]
- Антигон сключва съюз със своя бивш противник генерал Полиперхон, когото назначава за стратег на Пелопонес.[2]

### В Сицилия
- Агатокъл атакува Месина.[4]

### В Римската република
- Консули са Луций Папирий Курсор (за IV път) и Квинт Публилий Филон (за IV път).
- Римляните завладяват Сатикула, но претърпяват поражение от самнитите при Лаутуле, след което победителите извършват набези в южен Лациум.[4]
- Град Сора дезеритра и преминава на страната на самнитите.[4]

## Родени
- Аркесилай, гръцки философ, основател на втората или средната академия или фазата на академичния скептицизъм (умрял 240 г. пр.н.е.)

## Починали
- Квинт Авлий Церетан, римски политик